# 中野市営野球場
中野市営野球場（なかのしえいやきゅうじょう）は、長野県中野市一本木にある野球場。BCリーグ信濃グランセローズの公式練習グラウンドで、公式戦も開催されている。 

## 概要
2006年発足した長野県民球団信濃グランセローズは翌2007年1月23日に中野市営野球場を公式練習グラウンドとすることを発表した。球団の公募に4つの団体が公募し、 新潟、富山、石川へチームが移動するためには一番立地条件が良いこと、選手が練習しやすい施設であり、また、生活・育成の場として環境が整っていること、外野が天然芝であり、野球場の手入れが行き届いていることを理由に当球場に決定された。その後3月には選手が中野市入りし、4月には球場でキャンプが行われた。
毎年の春季、秋季キャンプをはじめ球団主催の各種イベント、また、年間数試合の公式戦に使用されている。 2017年には初めて信濃が出場したリーグチャンピオンシップ第1戦が開催された。
長野電鉄長野線が外野のすぐ裏手に通っており、レフトスタンド後方に電車が走っているのが見える。

## 施設概要
- 構造：
- 内野：土、外野：天然芝
- 両翼：93m、中堅：120m
- 照明設備：なし
- 収容人員：2,000人

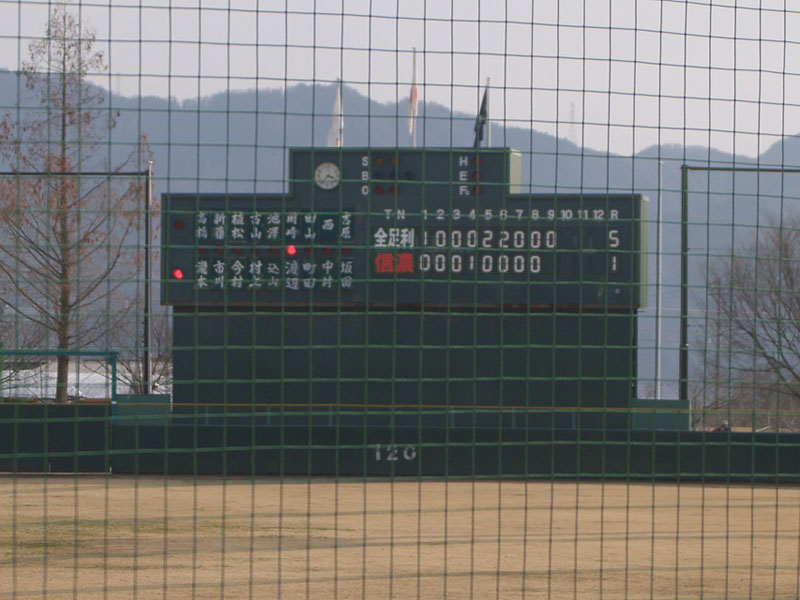
スコアボード

- スコアボード：パネル式（得点の表示は写真にあるとおりデジタル7セグメント風のものになっているが、電光板や磁気反転ではなく手動式である）

## 交通
- 長野電鉄・中野松川駅より徒歩10分
- 駐車場 236台

## 関連施設

### 中野市営豊田野球場
中野市大字穴田3535番地にある野球場。中堅まで137.7メートルと広大で、二塁打が出やすい。周辺には中野市B&G海洋センター（大字穴田3697番地2）、中野市営豊田テニス場（大字穴田3548番地）、中野市営豊田マレットゴルフ場（大字穴田3535番地）、中野市営豊田運動公園クラブハウス（中野市大字穴田3550番地）がある。